# مونتي بلاتا
مونتي بلاتا هي بلدية في جمهورية الدومينيكان، تتبع محافظة مونتي بلاتا، بلغ عدد سكانها 37٬614 نسمة.

## المناخ
يظهر الجدول التالي التغييرات المناخية على مدار السنة لمونتي بلاتا:
| البيانات المناخية لـمونتي بلاتا                | البيانات المناخية لـمونتي بلاتا | البيانات المناخية لـمونتي بلاتا | البيانات المناخية لـمونتي بلاتا | البيانات المناخية لـمونتي بلاتا | البيانات المناخية لـمونتي بلاتا | البيانات المناخية لـمونتي بلاتا | البيانات المناخية لـمونتي بلاتا | البيانات المناخية لـمونتي بلاتا | البيانات المناخية لـمونتي بلاتا | البيانات المناخية لـمونتي بلاتا | البيانات المناخية لـمونتي بلاتا | البيانات المناخية لـمونتي بلاتا | البيانات المناخية لـمونتي بلاتا |
| الشهر                                          | يناير                           | فبراير                          | مارس                            | أبريل                           | مايو                            | يونيو                           | يوليو                           | أغسطس                           | سبتمبر                          | أكتوبر                          | نوفمبر                          | ديسمبر                          | المعدل السنوي                   |
| ---------------------------------------------- | ------------------------------- | ------------------------------- | ------------------------------- | ------------------------------- | ------------------------------- | ------------------------------- | ------------------------------- | ------------------------------- | ------------------------------- | ------------------------------- | ------------------------------- | ------------------------------- | ------------------------------- |
| الدرجة القصوى °م (°ف)                          | 33.7 (92.7)                     | 33.7 (92.7)                     | 35.8 (96.4)                     | 36.9 (98.4)                     | 37.9 (100.2)                    | 36.7 (98.1)                     | 36.6 (97.9)                     | 37.8 (100.0)                    | 37.9 (100.2)                    | 36.6 (97.9)                     | 35.8 (96.4)                     | 33.7 (92.7)                     | 37.9 (100.2)                    |
| متوسط درجة الحرارة الكبرى °م (°ف)              | 29.5 (85.1)                     | 30.1 (86.2)                     | 31.3 (88.3)                     | 32.3 (90.1)                     | 32.6 (90.7)                     | 33.0 (91.4)                     | 33.1 (91.6)                     | 33.0 (91.4)                     | 32.9 (91.2)                     | 32.2 (90.0)                     | 31.0 (87.8)                     | 29.5 (85.1)                     | 31.7 (89.1)                     |
| متوسط درجة الحرارة الصغرى °م (°ف)              | 18.8 (65.8)                     | 19.1 (66.4)                     | 20.0 (68.0)                     | 20.7 (69.3)                     | 21.8 (71.2)                     | 22.3 (72.1)                     | 22.4 (72.3)                     | 22.3 (72.1)                     | 22.1 (71.8)                     | 21.8 (71.2)                     | 20.6 (69.1)                     | 19.4 (66.9)                     | 20.9 (69.6)                     |
| أدنى درجة حرارة °م (°ف)                        | 12.9 (55.2)                     | 14.8 (58.6)                     | 14.7 (58.5)                     | 14.9 (58.8)                     | 16.4 (61.5)                     | 15.4 (59.7)                     | 19.4 (66.9)                     | 17.3 (63.1)                     | 18.9 (66.0)                     | 18.6 (65.5)                     | 15.7 (60.3)                     | 13.9 (57.0)                     | 12.9 (55.2)                     |
| معدل هطول الأمطار مم (إنش)                     | 60.9 (2.40)                     | 78.1 (3.07)                     | 102.3 (4.03)                    | 120.1 (4.73)                    | 256.1 (10.08)                   | 232.3 (9.15)                    | 232.0 (9.13)                    | 327.6 (12.90)                   | 252.4 (9.94)                    | 211.7 (8.33)                    | 118.1 (4.65)                    | 67.2 (2.65)                     | 2٬058٫8 (81.06)                 |
| متوسط الأيام الممطرة (≥ 1.0 mm)                | 6.4                             | 6.4                             | 7.1                             | 8.0                             | 14.0                            | 14.5                            | 14.6                            | 16.1                            | 14.4                            | 13.6                            | 9.6                             | 8.2                             | 132.9                           |
| المصدر: الإدارة الوطنية للمحيطات والغلاف الجوي |                                 |                                 |                                 |                                 |                                 |                                 |                                 |                                 |                                 |                                 |                                 |                                 |                                 |

## أعلام
- داني سانتانا
- جبريل مرسيدس